# IC 2103
IC 2103 — галактика типу Sc (компактна спіральна галактика) у сузір'ї Столова Гора.
Цей об'єкт міститься в оригінальній редакції індексного каталогу.